# Trzynastka (film 1996)
Trzynastka (lub 13) – średniometrażowy, telewizyjny film dokumentalny Ewy Borzęckiej (reżyseria i scenariusz) z 1996 roku.

## O filmie
Film podejmuje trudną tematykę – losy matki samotnie wychowującej trzynaścioro dzieci. Życie codzienne tej kobiety i jej licznego potomstwa przedstawiono z dużym dystansem i obiektywizmem, ukazując jego najzwyklejsze aspekty.

## Nagrody dla Ewy Borzęckiej
- 1997 – Nagroda Międzynarodowej Federacji Prasy Filmowej FIPRESCI (wyróżnienie) na Konkursie Międzynarodowym Festiwalu Filmowego w Krakowie (uzasadnienie: za ludzkie potraktowanie uniwersalnych problemów w kontekście współczesnego polskiego społeczeństwa[1])
- 1997 – I Nagroda w kategorii filmu telewizyjnego na Festiwalu Filmów Państw Bałtyckich